# Адамівка (Вінницький район)
Ада́мівка — село в Україні, у Погребищенській міській громаді Вінницького району Вінницької області. Розташована за 15 км від центру громади міста Погребище, за 2 км від залізничної станції Погребище Перше. Населення становить 638 осіб (2001).

## Географія
Селом протікає річка Коза, права притока Росі.

### Клімат
| Клімат Адамівки           | Клімат Адамівки | Клімат Адамівки | Клімат Адамівки | Клімат Адамівки | Клімат Адамівки | Клімат Адамівки | Клімат Адамівки | Клімат Адамівки | Клімат Адамівки | Клімат Адамівки | Клімат Адамівки | Клімат Адамівки | Клімат Адамівки |
| Показник                  | Січ.            | Лют.            | Бер.            | Квіт.           | Трав.           | Черв.           | Лип.            | Серп.           | Вер.            | Жовт.           | Лист.           | Груд.           | Рік             |
| Середній максимум, °C     | −2,8            | −1,4            | 3,6             | 12,8            | 19,5            | 22,7            | 24,1            | 23,6            | 18,8            | 11,9            | 4,4             | −0,1            | 11              |
| Середня температура, °C   | −5,8            | −4,6            | 0,0             | 8,0             | 14,2            | 17,4            | 18,7            | 18,1            | 13,5            | 7,6             | 1,7             | −2,6            | 7               |
| Середній мінімум, °C      | −8,8            | −7,7            | −3,5            | 3,3             | 8,9             | 12,1            | 13,3            | 12,6            | 8,3             | 3,4             | −0,9            | −5              | 3               |
| Норма опадів, мм          | 41              | 37              | 34              | 49              | 60              | 84              | 93              | 64              | 50              | 35              | 43              | 44              | 634             |
| ------------------------- | --------------- | --------------- | --------------- | --------------- | --------------- | --------------- | --------------- | --------------- | --------------- | --------------- | --------------- | --------------- | --------------- |
| Джерело: climate-data.org |                 |                 |                 |                 |                 |                 |                 |                 |                 |                 |                 |                 |                 |

## Адміністративна приналежність
У другій половині 19 століття село перебувало у складі Погребищенської волості Бердичівського повіту Київської губернії.
Після встановлення радянщини Адамівська сільрада перебувала в складі Погребищінського району Бердичівської округи на Київщині. З 1 липня 1925 року — перечислена до складу Плисківського району Бердичівської округи на Київщині. З 27 лютого 1932 після утворення Вінницької області, село разом з районом перейшло до складу Вінницької області. З 30 грудня 1962 року, після укрупнення районів й переходу Плисківського району до складу Погребищенського району, Адамівка — в складі Погребищенського району.

## Історія
До кінця 18 століття село називалося Прицівка. Воно належало до Погребищенського маєтку. 1819 року тут було побудовано дерев'яну каплицю, що існувала принаймні до середини 19 століття. 1864 року в селі проживало 594 мешканця.
За переписом 1897 року кількість мешканців зросла до 1027 осіб (502 чоловічої статі та 525 — жіночої), з яких 972 — православної віри.
У 1900 році в селі налічувалося 183 подвір'я, мешканців обох статей було 985 осіб, з них чоловіків — 471, жінок — 514. Головним зайняттям мешканців було хліборобство. Телеграфна й поштова станції знаходиися на хуторі Босий Брод, за 7 верств від села, поштова земська станція була у місті Погребищах. В селі лічилося землі 1405 десятин, з них належало поміщику М. П. Ігнатьєву 633 десятини, селянам — 730 десятин, іншим станам — 42 десятини. Господарство в маєтку поміщика вів орендар, дворянин В. М. Козинський. Селяни й орендар вели господарство за трипільною системою. В той час в селі була 1 церква, 1 каплиця, 1 церковно-приходська школа, 6 вітряних млинів, й 2 кузні, що належали селянам. В селі також була пожежна частина, що утримувалася коштом селян.
Під час Голодомору 1932—1933 років, вчиненого радянською владою, у селі загинула велика кількість людей. В книзі «Національна книга пам'яті жертв Голодомору 1932—1933 років в Україні» згадано імена 137 осіб (данні 2008 року).
Під час Другої світової війни село було окуповано фашистськими військами у другій половині липня 1941 року. Червоною армією село зайняте 1 січня 1944 року.
На початку 1970-х років в селі був розміщений відділок радгоспу «Дружба», що входив до складу Погребищенського цукрокомбінату. Відділок обробляв 1270 га землі, у тому числі 792 га орної, вирощував насіння цукрових буряків. В Адамівці була 8-річна школа, бібліотека, медичний пункт.
12 червня 2020 року, відповідно до розпорядження Кабінету Міністрів України № 707-р «Про визначення адміністративних центрів та затвердження територій територіальних громад Вінницької області», увійшло до складу Погребищенської міської громади.
19 липня 2020 року, в результаті адміністративно-територіальної реформи та ліквідації Погребищенського району, село увійшло до складу Вінницького району.

## Населення
За даними перепису 2001 року населення села становило 638 осіб, із них 98,59 % зазначили рідною мову українську, 1,25 % — російську, 0,16 % — білоруську.
| Рік            | ~1864 | ~1880 | 1897 | ~1900 | ~1972 | 1989 | 2001 |
| -------------- | ----- | ----- | ---- | ----- | ----- | ---- | ---- |
| Кількість осіб | 594   | 594   | 1027 | 985   | 1278  | 810  | 638  |

## Пам'ятки історії
У південно-східній околиці села виявлено поселення черняхівської культури, що належить до III—IV ст. н. е. В селі також є дерев'яна Церква святого великомученика Димитрія Солунського, розташована на Центральній вулиці. Церква побудована у 1903 році і є пам'яткою архітектури.

## Транспорт
За 1 км від села знаходиться залізнична станція Погребище І, де можна сісти на приміські дизель-поїзди Козятин-Погребище, Козятин-Жашків і Козятин-Христинівка.
Районного центру можна дістатися, проїхавши дизель-поїздом одну зупинку до ст. Ржевуська.

## Виноски
1. 1 2 3  Адамівка. // Історія міст і сіл Української РСР. Вінницька область. — К. : Головна редакція УРЕ АН УРСР, 1972. — 630 с. — 15 000 прим. — С.528.
2. 1 2  Кількість наявного населення по кожному сільському населеному пункту, Вінницька область. ukrcensus.gov.ua. Архів оригіналу за 31 липня 2014. Процитовано 3 жовтня 2018. [Архівовано 31 липня 2014 у Wayback Machine.]
3. 1 2  Adamówka // Słownik geograficzny Królestwa Polskiego. — Warszawa : Druk «Wieku», 1880. — Т. I. — S. 22. (пол.)
4. ↑  Постанова ВУЦВК і РНК УСРР № 109 від 27 березня 1925 «Про зміни в адміністраційно-територіяльному поділі Київщини й Поділля»
5. ↑  Розділ III додатка до постанови IV позачергової сесії ВУЦВК XII скликання від 9 лютого 1932 «Про утворення областей на території УСРР» (затверджена постановою ЦВК СРСР від 27.02.1932)
6. ↑  Указ Президії Верховної Ради Української РСР 30 грудня 1962 року ««Про укрупнення сільських районів Української РСР».»
7. 1 2  Л. Похилевич. Сказанія о населенныхъ мѣсностях Кіевской губерніи. — Кіевъ, въ тіпографіи Кіевопечерской лавры. — 1864. — С. 264. (рос.)
8. 1 2  Населенные места Российской империи в 500 и более жителей с указанием всего наличного в них населения и числа жителей преобладающих вероисповеданий : по данным первой всеобщей переписи населения 1897 г. / Под ред. Н. А. Тройницкого — С.-Пб. : Типография «Общественная польза»: [паровая типолитография Н. Л. Ныркина], 1905. — С. 1-85. — X, 270, 120 с.(рос. дореф.)
9. ↑  Списокъ населенныхъ мѣст Кіевской губерніи [Архівовано 10 вересня 2018 у Wayback Machine.]. / Издание Киевского губернского статистического комитета. — К., 1900. — 1976 с. — С. 378. (рос. дореф.)
10. ↑  Національна книга пам'яті жертв Голодомору 1932—1933 років в Україні. Вінницька область. — Вінниця. — ДП «ДФК». — 2008. — 1360 с.: карта, фото. — С. 540—541. ISBN 978-966-7151-87-4
11. ↑  Адамівка. 194.44.11.188:8099. Архів оригіналу за 4 листопада 2018. Процитовано 13 жовтня 2018. [Архівовано 4 листопада 2018 у Wayback Machine.]
12. ↑  Вінниччина в період Великої вітчизняної війни 1941—1945 рр. Хроніка подій. — К.: Наукова думка, 1965. — С. 47.
13. ↑  Кабінет Міністрів України - Про визначення адміністративних центрів та затвердження територій територіальних громад Вінницької області. www.kmu.gov.ua (ua) . Архів оригіналу за 4 березня 2021. Процитовано 31 жовтня 2021.
14. ↑  Постанова Верховної Ради України від 17 липня 2020 року № 807-IX «Про утворення та ліквідацію районів»
15. ↑  Розподіл населення за рідною мовою, Вінницька область (у % до загальної чисельності населення). // Національний склад населення, мовні ознаки, громадянство. ukrcensus.gov.ua. Архів оригіналу за 31 липня 2014. Процитовано 3 жовтня 2018. [Архівовано 31 липня 2014 у Wayback Machine.]
16. ↑  Кількість наявного та постійного населення по кожному сільському населеному пункту, Вінницька область. ukrcensus.gov.ua. Архів оригіналу за 31 липня 2014. Процитовано 3 жовтня 2018. [Архівовано 31 липня 2014 у Wayback Machine.]
17. 1 2  Каталог-довідник: Пам'ятки історії та культури України. Зошит 5. Вінницька область [Архівовано 7 жовтня 2018 у Wayback Machine.] / НАН України. Інститут історії України; Центр досліджень історико-культурної спадщини України. — К., 2015. — 482 с. — С. 335—336. [Електронний ресурс]
18. ↑  Погребищенський район (PDF). irp.vn.ua. Вінницька обласна універсальна наукова бібліотека імені Тімірязєва. Архів оригіналу (PDF) за 26 листопада 2013. Процитовано 2 листопада 2018.